# Liste der Biografien/Ferj
Liste der Biografien |
Portal Biografien |
Personensuche
# |
A |
B |
C |
D |
E |
F |
G |
H |
I |
J |
K |
L |
M |
N |
O |
P |
Q |
R |
S |
T |
U |
V |
W |
X |
Y |
Z |
?
 
Fa |
Fe |
Ff |
Fh |
Fi |
Fj |
Fk |
Fl |
Fm |
Fn |
Fo |
Fr |
Ft |
Fu |
Fy
 
Fea |
Feb |
Fec |
Fed |
Fee |
Fef |
Feg |
Feh |
Fei |
Fej |
Fek |
Fel |
Fem |
Fen |
Feo |
Fer |
Fes |
Fet |
Feu |
Fev |
Few |
Fey |
Fez
 
Fera |
Ferb |
Ferc |
Ferd |
Fere |
Ferf |
Ferg |
Ferh |
Feri |
Ferj |
Ferk |
Ferl |
Ferm |
Fern |
Fero |
Ferr |
Fers |
Fert |
Feru |
Ferv |
Ferw |
Fery |
Ferz
Die Liste der Biografien führt alle Personen auf, die in der deutschsprachigen Wikipedia einen Artikel haben. Dieses ist eine Teilliste mit 6 Einträgen von Personen, deren Namen mit den Buchstaben „Ferj“ beginnt.

## Ferj

### Ferja
- Ferjabnikowa, Nelli Wassiljewna (* 1949), sowjetische Basketballspielerin
- Ferjan, Mark (* 1998), slowenischer Handballspieler
- Ferjanc, Emy (1917–2010), österreichische Malerin, Grafikerin und Keramikerin
- Ferjani, Farès (* 1997), tunesischer Degenfechter
- Ferjani, Ramzi (* 2001), tunesisch-deutscher Fußballspieler

### Ferje
- Ferjenčíková, Zuzana (* 1978), slowakische Organistin und Komponistin